# Фомиха (Омская область)
Фомиха — деревня в Называевском районе Омской области. Входит в состав Черемновского сельского поселения.

## История
Основана в 1861 году. В 1928 году состояла из 124 хозяйств, основное население — русские. В административном отношении деревня находилась в составе Масловского сельсовета Называевского района Омского округа Сибирского края.

## Население
| 1926 | 2002 | 2010 |
| ---- | ---- | ---- |
| 661  | ↘491 | ↘394 |

## Улицы
| - ул. Военная, - ул. Интернациональная, - ул. Новая, - ул. Почтовая, | - ул. Северная, - ул. Старофоминская, - ул. Центральная, - ул. Школьная. |